# Candeias (Vitória da Conquista)
Candeias é um bairro situado na Zona Leste de Vitória da Conquista, Bahia, Brasil. É um bairro nobre, caracterizado pela intensa verticalização e a oferta de comércio e serviços. A principal avenida é a Olívia Flores, que atravessa o bairro de um extremo a outro. Tem seu início na Avenida Rosa Cruz e seu fim na cidade universitária da Universidade Estadual do Sudoeste da Bahia (UESB). O nome da avenida é em homenagem à Dona Olívia Ferreira Flores, uma importante personalidade que teve participação ativa na história da cidade.
Estão situados no bairro os campus da Universidade Federal da Bahia (UFBA) e Universidade Estadual do Sudoeste da Bahia (UESB), além das faculdades privadas Faculdade Independente do Nordeste (FAINOR) e Santo Agostinho. Também no bairro está localizado o Boulevard Shopping e os supermercados GBarbosa e Atacadão Atakarejo. Tem uma população de 14 552 habitantes e 4 985 domicílios.

## Linhas do Transporte Urbano
| Linha | Itinerário                                                         | Empresa               |
| ----- | ------------------------------------------------------------------ | --------------------- |
| D30   | UESB X Vilas Serranas (Via Urbis I)                                | Viação Rosa           |
| D32   | UESB X Nossa Senhora Aparecida (Via Fainor/Alto Maron/Nova Cidade) | Atlântico Transportes |
| D33   | UESB X Conquista VI (Via Shoppings)                                | Atlântico Transportes |
| D34   | UESB X Patagônia (Via Avenida Frei Benjamin/Fainor)                | Atlântico Transportes |
| D35   | UESB X Rodoviária (Via Urbis I)                                    | Atlântico Transportes |
| D36   | UESB X Morada dos Pássaros (Via UNEX/Bairro Recreio)               | Atlântico Transportes |
| D39   | UESB X Miro Cairo (Via Henriqueta Prates)                          | Viação Rosa           |
| D41   | Nova Cidade X Atacadão (Via Urbis I/Rodoviária/Vila Bonita)        | Viação Rosa           |
| D44   | Jardim Candeias X Bairro Brasil (Via UNEX/Bairro Recreio)          | Viação Rosa           |
| R07   | Nova Cidade X Centro (Via Avenida Rosa Cruz/Atacadão Atakarejo)    | Viação Rosa           |
| R09   | UESB X Centro                                                      | Atlântico Transportes |
| R61   | Primavera X Centro (Via FAINOR)                                    | Viação Rosa           |
| P55   | UESB X Jardim Valéria (Via Av. Perimetral)                         | Atlântico Transportes |